# 伊斯墨诺斯槽沟群

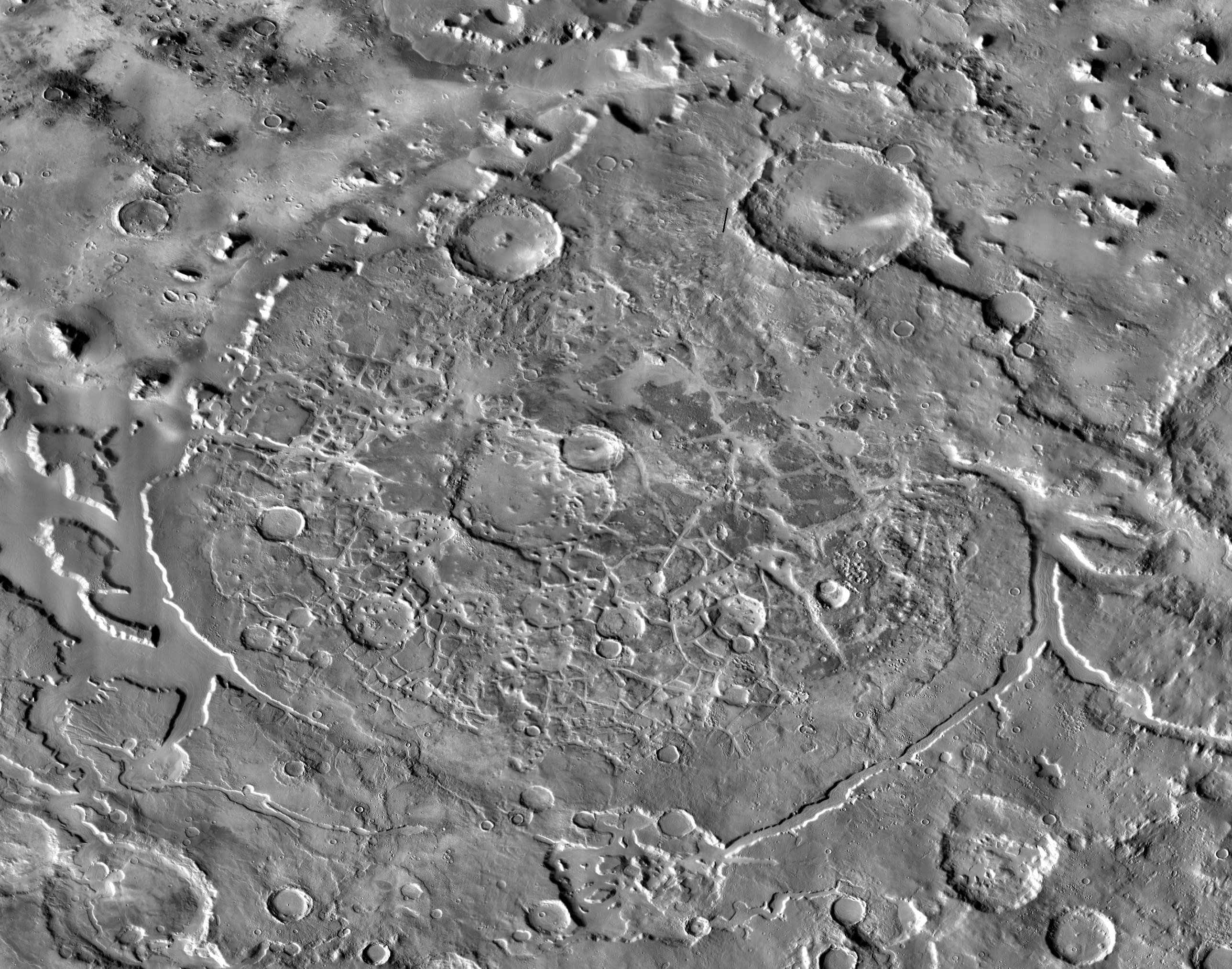
伊斯墨诺斯槽沟群 (热辐射成像系统拍摄的拼接图)

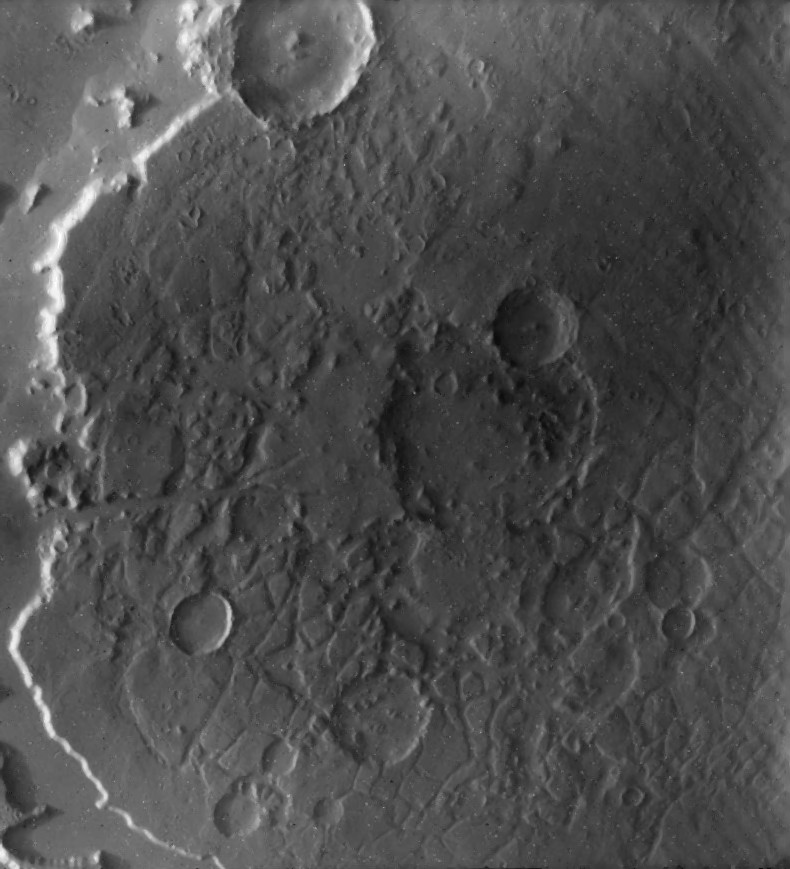
海盗2号拍摄的伊斯墨诺斯槽沟群部分的照片

伊斯墨诺斯槽沟群 （Ismeniae Fossae）是火星伊斯墨诺斯湖区中一处不规则山谷区，纵横范围约为287公里，它的中心坐标位于北纬41.31°、东经38.35°处，紧邻古老崎岖的南部高地和北半球低地平原之间的火星南北分界线。
伊斯墨诺斯槽沟群的东面坐落着巨大的莫罗撞击坑，而在它的西北和东北方则是矗立着都特罗尼勒斯桌山群和普罗敦尼勒斯桌山群的高原区。

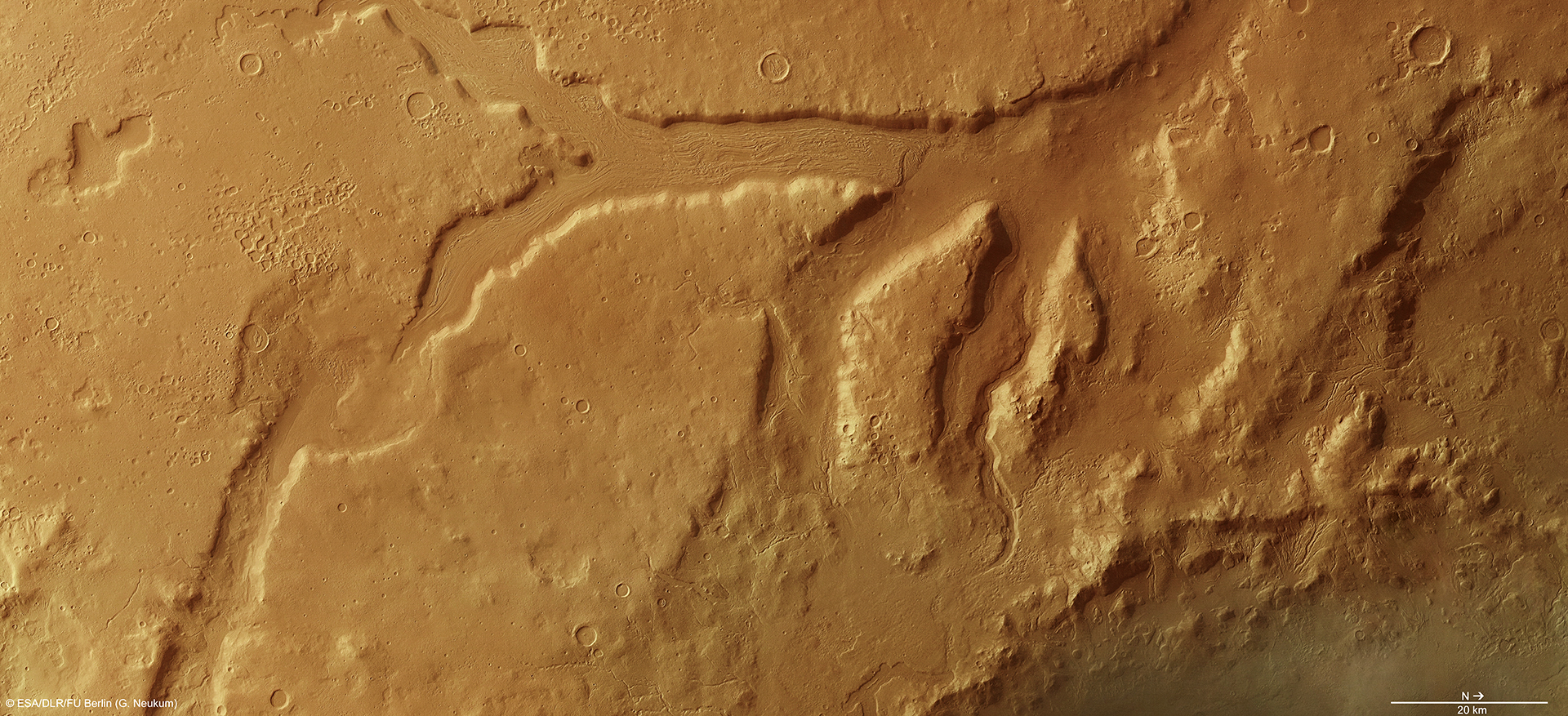
伊斯墨诺斯槽沟群东侧的大型流道，穿过该照片的2公里宽大弯槽中包含有许多平行沟槽和垄脊，而构成这些槽沟和垄脊的物质据认为来自被古冰川和富冰流体沿槽壁及地表拖拽移动的物质。